# Grąbczyński Młyn
Grąbczyński Młyn – osada w Polsce położona w województwie zachodniopomorskim, w powiecie szczecineckim, w gminie Szczecinek. Miejscowość wchodzi w skład sołectwa Grąbczyn.
Dawniej zamieszkiwana przez ludność napływową z terenów podkieleckich. W 1994 roku spłonął ostatni dom wraz z zabudowaniami. Wówczas odcięto dopływ prądu. W okolicy Grąbczyńskiego Młyna znajdują się lasy liściaste i mieszane, pola głównie torfowe.
Osada nie jest oznaczona żadnymi tablicami informacyjnymi.